# Piabucina erythrinoides
Piabucina erythrinoides är en fiskart som beskrevs av Valenciennes, 1850. Piabucina erythrinoides ingår i släktet Piabucina och familjen Lebiasinidae. Inga underarter finns listade i Catalogue of Life.